# Richard Upjohn Light
Richard Upjohn Light (1902-1994) était un neurochirurgien américain, aviateur et cinématographe. Il fut président de la Société Américaine de Géographie.

## Un neurochirurgien chercheur
Après avoir fréquenté les Culver Academies, il obtint en 1924 un diplôme préparatoire de l'Université Yale puis, en 1928, son doctorat en médecine de l'Université du Michigan. 
Il fut directeur du laboratoire de chirurgie de l'École de Médecine de Yale de 1933 à 1935. Il publia un article scientifique d'importance titré « Méthode de contrôle à distance pour stimuler électriquement le système nerveux », en collaboration avec le professeur de physique de l'Université d'Harvard Leon Chaffee. De 1937 à 1968, il fut directeur de la « Upjohn Company », entreprise pharmaceutique fondée par son grand-père William E. Upjohn. En 1937, il se maria avec Mary Meader dans le Maryland.

## Le vol photographique
Le Docteur Light était célèbre pour avoir fait un vol autour du monde en 1934 et il souhaitait réitérer son exploit en compagnie de sa femme à l'occasion de son mariage. Alors qu'il préparait le voyage, la Société Américaine de Géographie lui demanda de réaliser des vues aériennes de quelques-unes des nombreuses régions du monde qui n'avaient pas encore été photographiées. 
Sa femme appris à piloter et à communiquer par code Morse afin d'être le copilote et opérateur radio de la mission. Pendant l'entrainement elle donna naissance à son fils Christopher. En 2006, elle accorda un entretien au journal « Encore Magazine » où elle indique pourquoi elle avait accepté de risquer cette aventure : « Cela me semblait simplement une grande aventure, quelque chose que je désirais faire. Pourquoi ? Je ne sais pas exactement à part le fait que nous savions tous deux que nous ferions quelque chose qui n'avait jamais été réalisé auparavant. »
En septembre 1937, ils décollèrent à bord d'un monoplan Bellanca, sans chauffage ni pressurisation. Pour survivre ils devaient s'alimenter en oxygène stocké dans un réservoir, grâce à un embout en bois. Pour raison de contre-espionnage, les Lights furent interdits de photographier l'Amérique centrale, l'Équateur et la Colombie. Ils purent néanmoins photographier au-dessus du Pérou où ils prirent les premiers clichés des  Géoglyphes de Nazca. Ces motifs, non repérables du sol, sont comme des colibris ou des llamas vus du ciel.
Ils traversèrent l'océan Atlantique vers Le Cap, Afrique du Sud. Ils photographièrent le dôme de glace et le cratère du Kilimandjaro et les sommets glacés du Mont Kenya. Ils immortalisèrent aussi des villages primitifs, des zones urbaines et les pyramides d'Égypte. Habituellement ils décollaient à 4h du matin pour voler jusqu'à 11 heures, après quoi ils visitaient une ferme, une mine, un village ou tout autre sujet d'intérêt qu'ils devaient photographier le lendemain. Initialement ils devaient voler vers l'Asie, mais leur avion était trop endommagé ainsi que Meader qui était enceinte. Il retournèrent à Kalamazoo en février 1938. Au total Meader pris environ 1000 clichés. D'après leur aventure, Light écrit le livre  Focus on Africa, qui fut publié par la Société Américaine de Géographie. Il y inclut les photos prises par sa femme. C'était le deuxième livre comportant des photos aériennes. En  1941 Mary L. Jobe Akeley du New York Times qualifia ces photos de « superbes ».
Light et Meader divorcèrent au début des années 1960. Il fut membre du Conseil de l'Université de Yale de 1956 à 1963 et établi la « Richard U. Light Foundation ». En 1962,  il créa une bourse d'études préparatoires.